# Nowa Gwinea
Nowa Gwinea (ang. New Guinea; indonez. Papua, dawniej Irian; tok pisin Niugini) – wyspa w zachodniej części Oceanu Spokojnego, w Melanezji; pod względem wielkości druga (po Grenlandii) wyspa świata. Od zachodu przylega do niej Archipelag Malajski, od wschodu – Archipelag Bismarcka i Wyspy Salomona, a od południa – Australia oddzielona od niej Cieśniną Torresa. Wnętrze wyspy zajmują pokryte nielicznymi lodowcami, wznoszące się na blisko 4884 m Góry Centralne (szczyt Jaya).
Na południu rozciąga się zabagniona nizina, porośnięta bujnym lasem tropikalnym z licznymi endemicznymi gatunkami roślin. Z centralnych pasm górskich wypływają rzeki: Fly (1130 km), Sepik (1200 km) i Mamberamo. Występują ropa naftowa i złoto.
Powierzchnia Nowej Gwinei wynosi 821,4 tys. km² (z przybrzeżnymi wyspami 830 tys. km²), z czego 422 tys. km² zajmują indonezyjskie prowincje: Papua Zachodnia, Papua, Papua Południowo-Zachodnia (Papua Barat Daya), Papua Górska (Pegunungan), Papua Południowa (Selatan) i Papua Środkowa (Tengah), leżące w zachodniej części wyspy, natomiast pozostała część wschodnia (364 tys. km²) należy do Papui-Nowej Gwinei. Długość ok. 2400 km, szerokość ok. 650 km (w najszerszej części).
W obiegu międzynarodowym nazwa „Papua Zachodnia” często określa całą zachodnią część wyspy (może także obejmować pobliskie wyspy), jest to też nazwa preferowana przez zwolenników niepodległości tego regionu.
Wyspa ma ok. 9,77 mln mieszkańców (zachodnia część z pobliskimi wyspami 3 593 803 [2010], Papua-Nowa Gwinea z wyłączeniem wysp 6 178 781 [2011]), z czego większość stanowią Papuasi. Jest najbardziej zróżnicowanym językowo zakątkiem świata. Główne języki kontaktowe to malajski, tok pisin i hiri motu. Oprócz tego w użyciu są języki indonezyjski i angielski.

## Historia
Ludzie pojawili się na wyspie ok. 50 tys. lat p.n.e.

### Zachodnia część wyspy
W średniowieczu zachodnie wybrzeża wyspy miały kontakt z ówczesnymi królestwami znajdującymi się na terenach dzisiejszej Indonezji, m.in. z Kediri (1042–1222) oraz Majapahit (1293 – XVI w.). 
W 1309 założono Królestwo Kaimana (Papua Zachodnia, obecnie powiat Kaimana). W 1498 królestwo zostało podbite przez Sułtanat Tidore. 
Zachodnia część wyspy jest wspominana w rękopisie Nagarakretagama (Desawarnana; 1365 r.), który zawiera szczegółowe opisy cesarstwa Majapahit (Wwanin – Wanin/Onin/Kwanin, Seran – Kowiai/Marege). Nazwa Wanin/Onin mogła być także najstarszą nazwą, używaną przez samych mieszkańców, na określenie zachodniej części wybrzeża (półwyspy Ptasia Głowa i Bomberai). 
W XVII wieku te same wybrzeża były oficjalnie pod władzą Sułtanatu Tidore, jednak nie powstała tam sułtańska administracja, ani nie stacjonowały wojska. Tidore ograniczało się do zakupu niewolników i rajskich ptaków od lokalnych wodzów.
Według jednej z propozycji nazwa „Papua” (indonezyjskie określenie całej wyspy, nazwa jednej z prowincji, a także fragment nazwy „Papua-Nowa Gwinea”) pochodzi właśnie z języka tidore, od wyrażenia papo ua, czyli „nieprzyłączony”. Zasugerowano, że sformułowanie to wskazuje na odległość geograficzną wyspy od państwa Tidore. Ewentualnie mogłaby to być pochodna słowa papuha (lub popuha/pupuha – częściowo zreduplikowana forma od puha, w tym samym języku – „niewolnik”). W regionie rozwinął się bowiem handel niewolnikami. Przewija się także etymologia, która wiąże tę nazwę z malajskim słowem papua (papuwa), znaczącym tyle, co „kędzierzawy”. W 1946 do użytku w Indonezji zaproponowano nową nazwę „Irian”, pochodzącą z języka biak (który jest źródłem wielu lokalnych toponimów, jak np. nazwy półwyspów Doberai i Bomberai). Zmianę tę umotywowano chęcią porzucenia tradycyjnej nazwy „Papua” – którą uznano za uwłaczającą, właśnie ze względu na domniemane powiązanie ze słowem „niewolnik” w języku tidore.

### Odkrycia i podziały (od 1493)
W 1493 papież Aleksander VI wyznaczył bullą Inter coetera linię demarkacyjną dzielącą nowo odkrywane terytoria przez imperia Portugalii i Hiszpanii. W 1494 zawarły one traktat w Tordesillas, modyfikując ustalony podział. W rezultacie imperia dokonały podziału świata między sobą na dwie półkule. Według tego podziału wyspa znalazła się na półkuli hiszpańskiej (przyjmując, że antypołudnikiem były okolice południka 129°E). W 1529 układem z Saragossy ustalono „antypołudnik”, który przechodził przez wyspę (okolice południka 133°E, albo 133-145°E).
Według niektórych źródeł, w 1512 dwaj portugalscy nawigatorzy, Antonio D’Abreu (kapitan) i Francisco Serrano, mogli zaobserwować wybrzeże wyspy. Według planu podróży, ich wyprawa dotarła do południowo-wschodniego krańca wyspy Seram (wieś Guli-Guli/Gulegule; Moluki), spędzili tam trzy miesiące.
Europejskie odkrycie wyspy Nowej Gwinei przypisuje się Portugalczykowi Jorge de Meneses, który w 1526 wylądował na wyspie Biak lub Waigeo i przepływał w pobliżu półwyspu Ptasia Głowa (północno-zachodnia część wyspy).
W 1528 i 1529 Álvaro de Saavedra dwukrotnie płynął wzdłuż części północnego wybrzeża wyspy.
W 1606 Luis Váez de Torres opłynął wyspę od południa (w kierunku zachodnim, w ciągu około dwóch miesięcy), przepływając przez cieśninę oddzielającą Papuę-Nową Gwineę od Australii (Cieśnina Torresa). Kilka miesięcy wcześniej, w kierunku wschodnim, podobnego wyczynu dokonał Holender Willem Janszoon na jachcie Duyfken, jednak zawrócił on po dopłynięciu do zachodniego wybrzeża półwyspu Jork (Australia).
Podczas wyprawy Jacoba Le Maire i Willema Schoutena w 1616 zauważono ujście rzeki Sepik.
W 1623 Jan Carstenszoon opływa południowe wybrzeże (podobnie jak Willem Janszoon), zauważa śnieg na szczycie gór (szczyt Puncak Jaya, Piramida Carstensza).

### Nowa Gwinea (od 1545)
Wyspa uzyskała swoją nazwę (hiszp. Nueva Guinea, łac. Nova Guinea) 20 czerwca 1545. Nadał ją Hiszpan Inigo Ortiz de Retes, płynąc z wyspy Tidore wzdłuż północnego wybrzeża Nowej Gwinei (mógł dopłynąć do okolic ujścia rzeki Sepik w Papui-Nowej Gwinei). Nazwa wyspy pojawiła się na mapach w druku po raz pierwszy w 1569, na mapie świata Mercatora.
Od XVII w. zachodnia część wyspy była kolonią holenderską, wschodnia część w XIX w. została podzielona pomiędzy Niemców (część północno-wschodnia – Ziemia Cesarza Wilhelma) i Brytyjczyków (część południowo-wschodnia – Papua). Irian Zachodni był w latach 1949–1962 przedmiotem sporu pomiędzy Holandią a niepodległą Indonezją, do której został przyłączony w 1963 roku. Niemiecki protektorat został w czasie I wojny światowej przekazany Australii i od 1921 jako Nowa Gwinea Australijska stanowił terytorium mandatowe Ligi Narodów, a od 1946 terytorium powiernicze ONZ pod administracją australijską. Północna część wyspy w latach 1942–1945 była okupowana przez Japonię. W jej trakcie Japończycy dopuścili się wielu aktów ludobójstwa na rdzennej ludności wyspy, która wspólnie z Brytyjczykami, Holendrami, a później także z Amerykanami była zaangażowana w walkę o wyparcie z niej agresora. Wcześniej brytyjska kolonia Papua przeszła w 1905 pod zarząd Australii. W 1949 obie administrowane przez Australię części wyspy połączono w jedno terytorium zależne Terytorium Papui i Nowej Gwinei. Istniało ono do roku 1975, kiedy uzyskało niepodległość jako Papua-Nowa Gwinea.
Występują liczne, słabo zbadane i w niewielkim stopniu wykorzystywane bogactwa mineralne – eksploatuje się ropę naftową, miedź, srebro i złoto.
Mieszkańcy dzielą się na kilkaset plemion papuaskich, mówiących odrębnymi językami. Wiele z nich jest na niskim poziomie rozwoju cywilizacyjnego. Głównymi zajęciami są: myślistwo, prymitywna uprawa ziemi (palma kokosowa, kauczuk, kakao), rybołówstwo oraz poławianie pereł. Nowa Gwinea jest słabo zurbanizowana i prawie pozbawiona dróg.